# Zum Zum Zum - La canzone che mi passa per la testa
Zum Zum Zum - La canzone che mi passa per la testa è un film del 1968, diretto da Bruno Corbucci; il titolo trae spunto dall'omonima canzone, sigla di Canzonissima nello stesso anno, lanciata da Sylvie Vartan e Mina.

## Trama
L'assicuratore napoletano Peppino Bertozzini vive a Roma con la moglie, cantante d'operetta mancata, e i figli Carletto e Tony, il quale ama Rosalia; il padre della ragazza però vuole farla sposare con Luigino Monticelli, figlio benestante della padrona di casa.
Intanto Carletto va spesso a trovare un suo compagno gravemente malato che ha bisogno di essere operato da un chirurgo che lavora a Città del Capo; la sua famiglia però non può permettersi il viaggio, troppo costoso, e Carletto per aiutare l'amico partecipa al Cantabimbo, un concorso canoro per bambini che Carletto vince brillantemente, e con il premio di mezzo milione di lire paga il viaggio.
Intanto Tony rapisce Rosalia e, dopo alcune avventure, il padre della ragazza acconsente alle nozze.

## Le canzoni
- Il ragazzo col ciuffo (testo di Giuseppe Cassia; musica di Enrico Ciacci e Alberto Minardi), cantata da Little Tony
- Bada bambina (testo di Franco Migliacci; musica di Gianni Meccia e Bruno Zambrini), cantata da Little Tony
- Dominique (testo di Etrusco; testo originale e musica di Sœur Sourire), cantata da Orietta Berti
- La donna di picche (testo di Franco Migliacci; musica di Piero Pintucci e Dario Farina), cantata da Little Tony
- Lacrime (testo di Carlo Claroni; musica di Alberto Ciacci e Marino Ciacci), cantata da Little Tony
- Stasera mi pento (testo di Antonio Amurri e Carlo Claroni; musica di Alberto Ciacci e Marino Ciacci), cantata da Little Tony
- Zum zum zum (testo di Antonio Amurri; musica di Bruno Canfora), cantata da Walter Brugiolo

## Sequel
Il film ha avuto un seguito l'anno seguente, Zum Zum Zum nº 2, diretto da Bruno Corbucci.